# Pesto
Ne doit pas être confondu avec Pistou ou Pisto napolitain.
Le pesto ou pesto alla genovese (de l'italien pestare, « piler », prononcé en ligure génois : /'pestu/, en ligurien ponentino : /'piʃtu/) est un condiment originaire de Ligurie, à base de basilic, de pignons de pin, de fromage, d'huile d'olive et d'ail . Il est semblable au pistou provençal.
Le pesto bénéficie d'une appellation comme produit agroalimentaire traditionnel italien et est inclus parmi les produits agroalimentaires traditionnels de Ligurie (PAT). Le pesto est obtenu en pilant (remuant sous pression) le basilic avec du sel, des pignons de pin et de l'ail, le tout assaisonné de Parmigiano Reggiano et d'huile d'olive extra vierge. Il s'agit donc d'une sauce crue, c'est-à-dire que les ingrédients sont mélangés à froid, non cuits, ce qui permet à ceux-ci de ne pas perdre leur propriété organoleptique d'origine.

## Histoire
Le premier exemple est, à l'époque romaine, le moretum de l'alimentation dans la Rome antique, décrit par Virgile,, une sorte de fromage enrichi aux herbes aromatiques et broyé au mortier avec de l'huile d'olive, du vinaigre, des noix ou des pignons de pin, autant d'ingrédients typiques du terroir de la Riviera ligure. La première recette de pesto génois remonte au XIXe siècle, même si elle procède certainement des sauces pilées plus anciennes comme l'agliata (version ligurienne de l'agliata classique du Moyen Âge, agrémentée de poissons en Sardaigne, d'amandes et de ricotta en Sicile ), à base d'ail, de basilic et de noix, répandue en Ligurie durant la république maritime génoise, et du pistou français.
Un dictionnaire génois-italien de la fin du XIXe siècle donne une définition du pesto, sensiblement la même qu'aujourd'hui. En dialecte génois, pesto se prononce « péstou » (participe passé du verbe génois pestâ, « piler »), le « o » se prononçant comme le « ou » français et cela a donné en Provence, par transmission orale, « pistou ».

« Pesto : (traduit du génois) terme qui n'a pas d'équivalent précis en italien, est une sorte de sauce ou de condiment qui se compose de basilic, de marjolaine ou de persil, d'ail et de fromage pilés ensemble dans un mortier, puis liée avec de l'huile d'olive et de l'eau de cuisson d'un bouillon que l'on veut aromatiser. »

— Giovanni Casaccia, Dizionario Genovese-Italiano, Tipografia di Gaetano Schenone, Gênes, 1876 (2e édition).

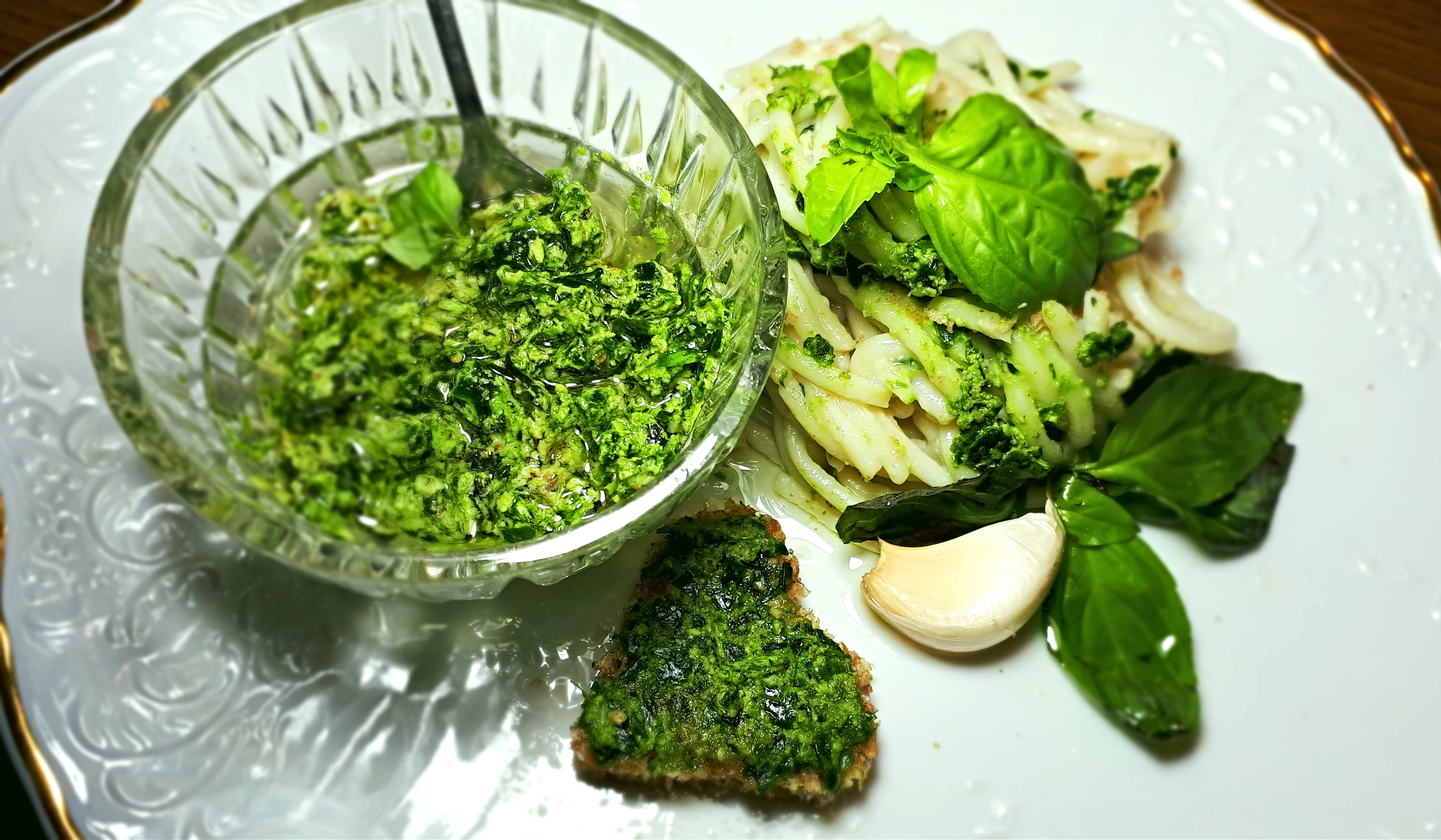

Dans la majeure partie de la région de La Spezia et de Gênes, des croûtes de fromage avancées ont été utilisées car elles étaient plus économiques, et des pommes de terre ont été ajoutées car elles étaient moins chères que les pâtes.
La première recette écrite se trouve sur la Vera cuciniera genovese d'Emanuele Rossi (1852), connue sous le nom de Pesto d'Aglio e Basilico. Très probablement dans les temps anciens, du moins dans la recette née dans les maisons paysannes, la présence de Parmigiano Reggiano n'était pas prévue, car c'était un fromage rare dans les cuisines populaires liguriennes, mais seulement du pecorino, pas sarde, mais celui fabriqué à la main par les bergers de l'Apennin ligure : les palais paysans des époques passées étaient habitués à des arômes et des saveurs beaucoup plus intenses et plus rustiques que ceux d'aujourd'hui.

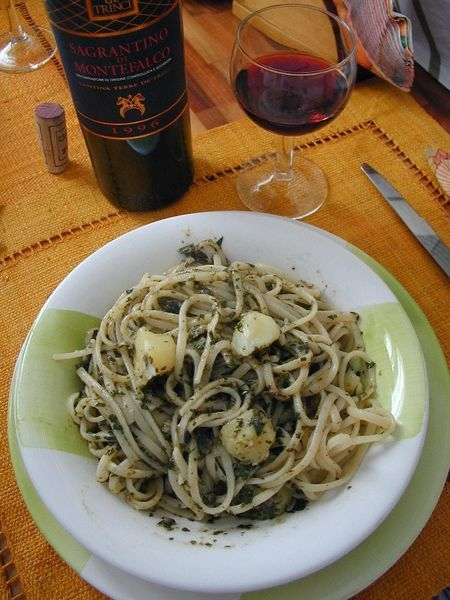
Mélangé à des trenette.

## Usages
En Italie, il est normalement utilisé dans les primi piatti (entrée), comme les gnocchis de pommes de terre, le minestrone alla genovese (soupe de légumes) et les pâtes, du genre des trofie, bavette (également appelé trenette), linguine, corzetti, tagliatelles, tagliolini ou lasagne, et le risotto.
En dehors de sa région d'origine et particulièrement à l'étranger, son usage est parfois étendu aux pizzas, carpaccio ou avec des steaks.

## Recette

### Ingrédients
Selon la tradition, cinq ingrédients (6 en comptant le sel) sont nécessaires à la préparation du pesto :
- de jeunes feuilles de jeune basilic de Pra' (les plus petites), les branches ne dépassant pas 10-12 cm donnant un rendu aromatique plus intense[4] : le basilic convenable provient traditionnellement de cultures situées sur les hauteurs de Pra', un quartier de Gênes. Ce basilic, à la saveur délicate et non mentholée (qualité fondamentale), bénéficie actuellement de l'Appellation d'origine protégée (AOP) et pour cela indiqué pour ses qualités pour la production de pesto traditionnel. Vendu avec les racines emprisonnées dans une motte de terre, est le signe d'une extrême fraicheur[4] ;
- de l'huile d'olive extra vierge de la Riviera ligure. L'huile produite en Ligurie est typique et délicate (pas « pìzzica » et ne « colle pas dans la gorge », en particulier celle produite à partir d'olives du cultivar « Taggiasca » de la Riviera dei Fiori), est peu fruitée, ou plutôt « douce fruitée », c'est-à-dire avec des notes amères et épicées (présentes dans chaque huile d'olive extra vierge de qualité) qui ne dominent pas la sensation de douceur. En raison de ses qualités, c'est une Appellation d'Origine Protégée (AOP) ;
- des pignons de pin italiens, pisans de préférence : ceux de la pinède de S. Rossore, à l'embouchure de l'Arno, sont les meilleurs, car les plus fins, les plus délicats et les plus doux, tant en arôme qu'en saveur ; les pignons non européens sont à éviter[4] ;
- du Parmigiano Reggiano très vieux (âgé d'au moins 24 mois, un affinage de 30 mois étant préférable) : il doit être très affiné, aussi parce que de cette façon il ne « cuit » pas lorsque l'eau de cuisson des pâtes est ajoutée pour allonger la crème ;
- de l'ail de Vessalico (commune de la basse Valle Arroscia Imperiese), caractérisé par un parfum intense et un goût délicat qui ne prend pas l'ascendant sur les autres ingrédients, tout en étant très digeste[4] ;
- du gros sel de mer, de préférence celui particulièrement intense des marais salants de Trapani. Le gros sel absorbe les huiles essentielles produites par les feuilles de basilic broyées et évite qu'elles noircissent[4].

Il est important d'utiliser des ingrédients de qualité car ils contiennent les caractéristiques qui garantissent un arôme final équilibré et de qualité.

### Matériel

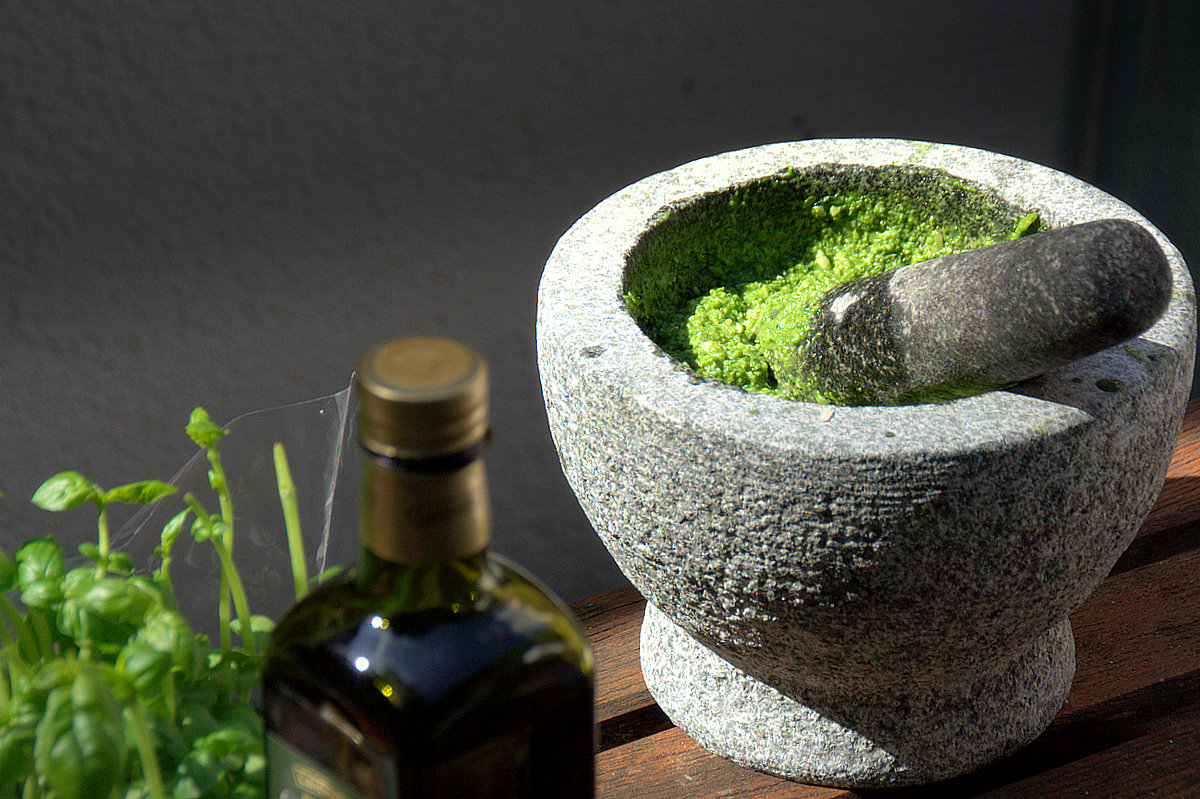

Traditionnellement, le pesto est produit à l'aide d'un mortier et pilon. Le meilleur mortier est en marbre de Carrare blanc et lisse, assez froid pour préserver la couleur de la chlorophylle. Il est préférable qu'il soit équipé de quatre « oreilles » caractéristiques, qui facilitent la prise et la rotation sur le plan de travail. Le pilon doit être en bois fruitier tendre (poirier, par exemple), qui évite de trop chauffer les ingrédients. Le pesto que l'on trouve couramment sur le marché est produit au mixeur, tandis que le mortier est toujours utilisé à la main. L'utilisation du mixeur a pour contre-indication d'oxyder les feuilles de basilic et de chauffer la crème. À l'aide du mixeur, la recette consiste simplement à mélanger les différents ingrédients, jusqu'à l'obtention d'une consistance fine et crémeuse, avec seulement l'ajout final de l'huile. Pour ne pas trop « stresser » les feuilles, il est conseillé de bien refroidir le bol avant l'utilisation et de mixer par à-coups de courte durée.

### Préparation

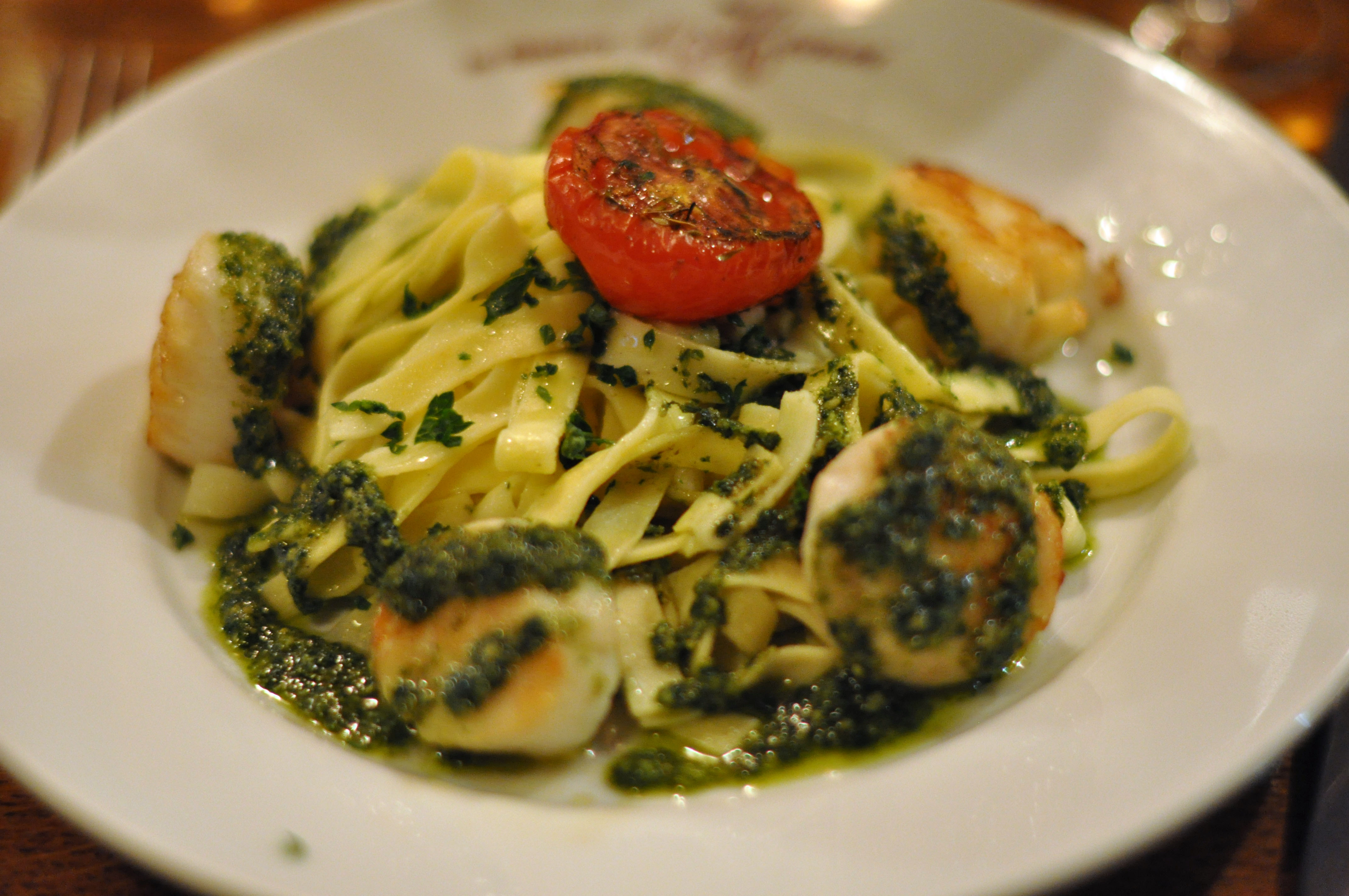

Il est préférable de conserver l'ordre de mélange de la recette réalisée avec le mortier. Les variations possibles sont dues aux différentes proportions entre les ingrédients.
Pour préparer le pesto, il faut travailler l'ensemble des ingrédients au pilon ou au mixeur dans les proportions suivantes : 50 g de basilic frais, 100 g de parmesan, 100 g de pignons de pin, ¹⁄₂ gousse d'ail, huile d'olive, sel ; certains ajoutent du poivre ou des noix.
La recette au mortier est quant à elle codifiée par la tradition, cependant elle se prête à de nombreuses variantes selon les goûts personnels. Voici la version la plus accréditée.
Les feuilles de basilic sont lavées et laissées sécher en prenant soin de ne pas les froisser pour éviter la rupture des vésicules, avec pour conséquence un noircissement et une altération du goût. Dans le mortier, écraser les gousses d'ail (1 gousse pour 30 feuilles de basilic environ).

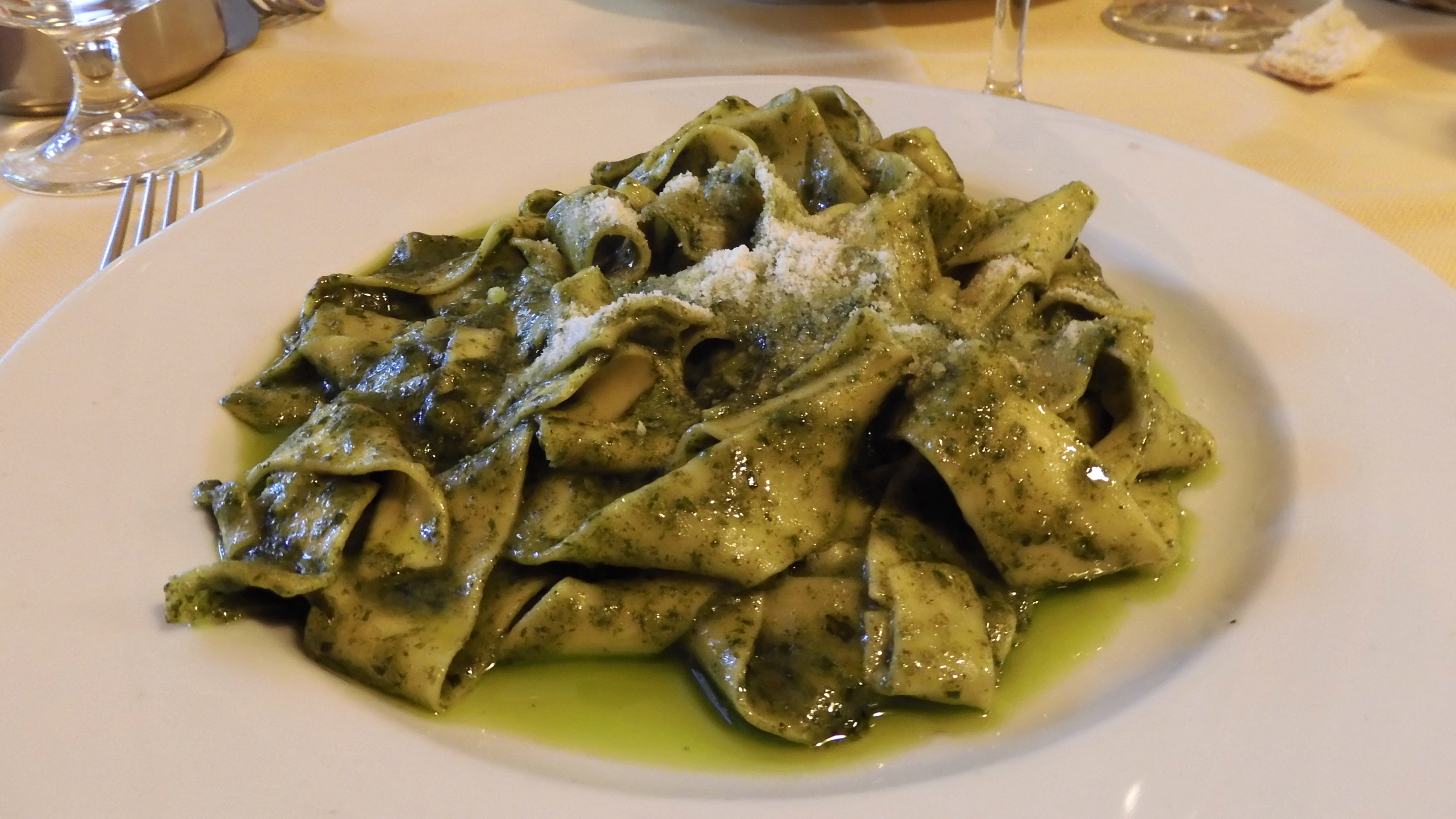
Pappardelle.

Ensuite, les feuilles de basilic sont ajoutées, entrecoupées de modestes couches de sel, qui jouent le rôle abrasif nécessaire pour broyer efficacement les feuilles, qui seront donc écrasées en faisant tourner le pilon contre les parois du mortier, en coordonnant les mouvements dans une direction du pilon avec la rotation du mortier dans le sens opposé, en saisissant ses « oreilles » caractéristiques avec la main libre.
Lorsque le basilic commence à suinter un liquide vert et ressemble à une crème homogène, ajouter les pignons de pin puis les fromages préalablement râpés (dans les proportions : 2/3 de parmesan et 1/3 de Fiore Sardo environ, afin de ne pas rendre le goût trop déséquilibré, car le Fiore a un goût plus fort), en mélangeant bien le tout toujours avec des mouvements rotatifs du pilon et avec l'aide éventuelle d'une cuillère.
Enfin, ajouter l'huile d'olive versée goutte à goutte, qui joue également un rôle antioxydant.
La préparation doit se terminer le plus vite possible pour éviter l'oxydation des ingrédients. Le pesto doit se présenter sous la forme d'une crème épaisse de couleur vert clair uniforme. Les différents ingrédients doivent être mélangés pour atteindre un équilibre dans les goûts, sans prédominance.

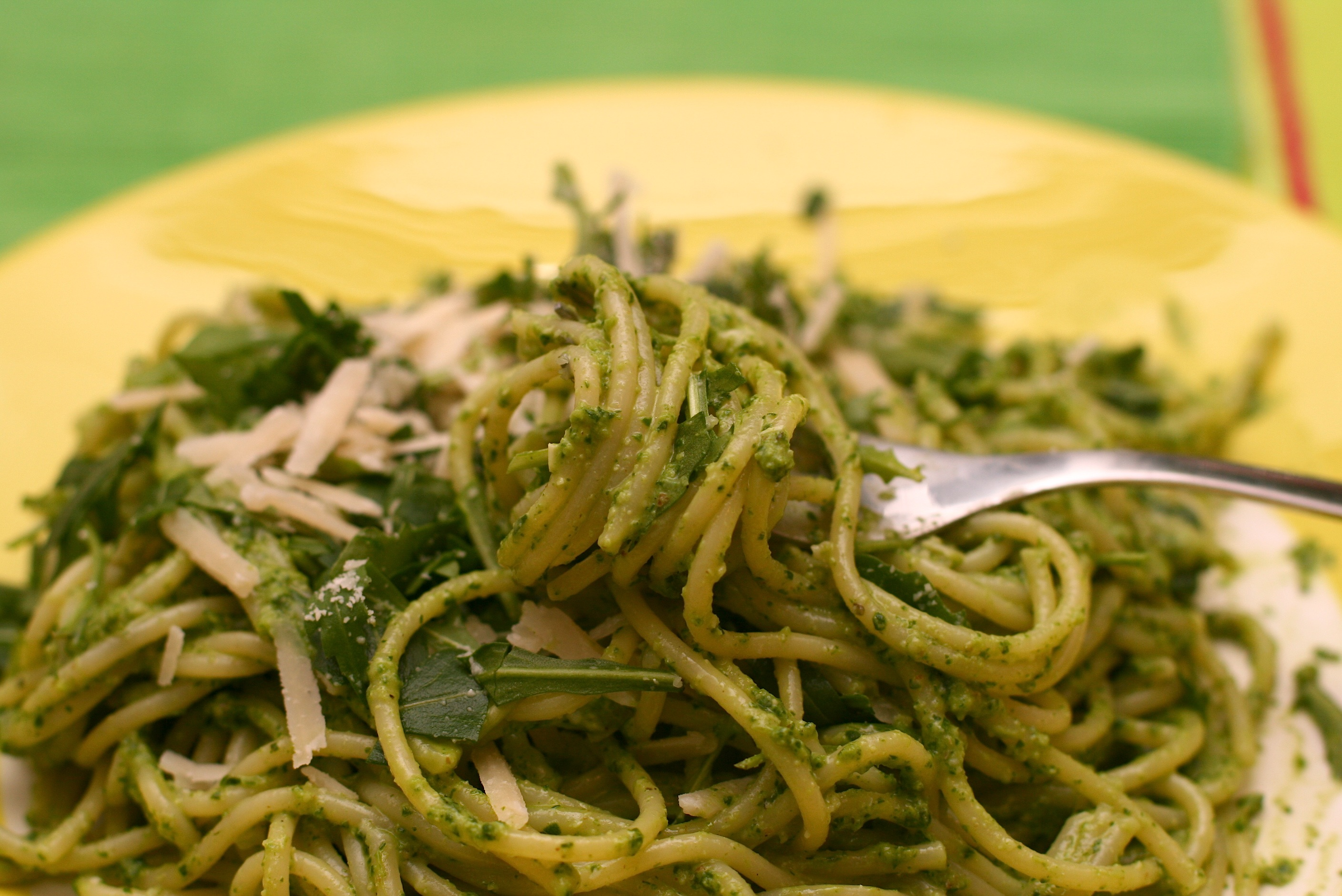

Avant de l'utiliser comme condiment pour les pâtes, selon la consistance finale obtenue, le pesto peut être dilué avec l'eau de cuisson des pâtes, riche en amidon, jusqu'à obtenir une consistance plus diluée, qui ne doit en aucun cas être trop liquide. Le pesto à ajouter à la soupe ne nécessite pas cette dernière procédure.
Le basilic doit être fraîchement cueilli. Certains préfèrent utiliser le pecorino Romano (fromage de brebis fort et sec) plutôt que le parmesan.
Généralement, le meilleur pesto génois est d'un vert plus clair, quel que soit le temps écoulé depuis la préparation. L'ajout de « crème du lait » peut être une astuce pour rendre le pesto plus crémeux, même avec la présence susmentionnée de pignons de pin et de fromage.
Cette sauce se prépare et s'utilise toujours froide.

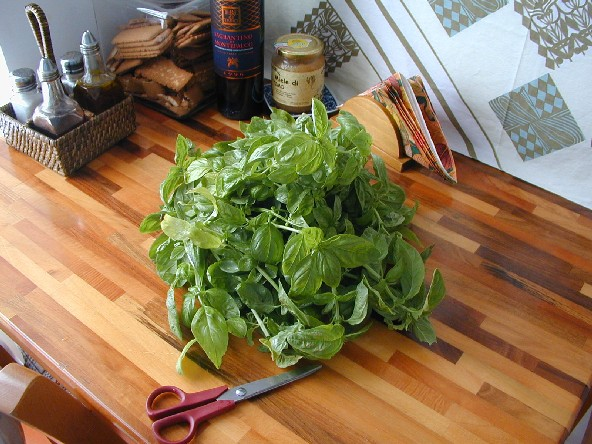
Basilic et ciseaux pour le découper.
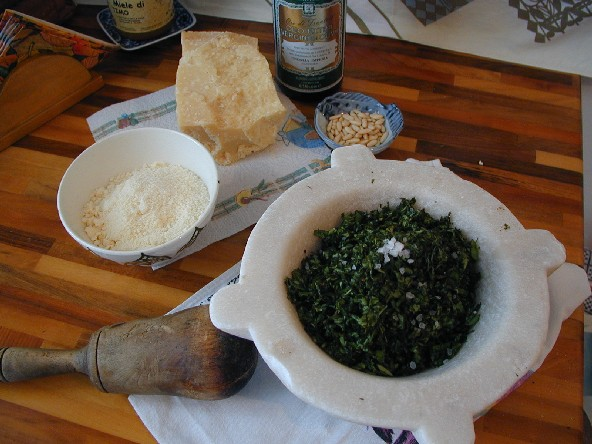
Ajout de sel.
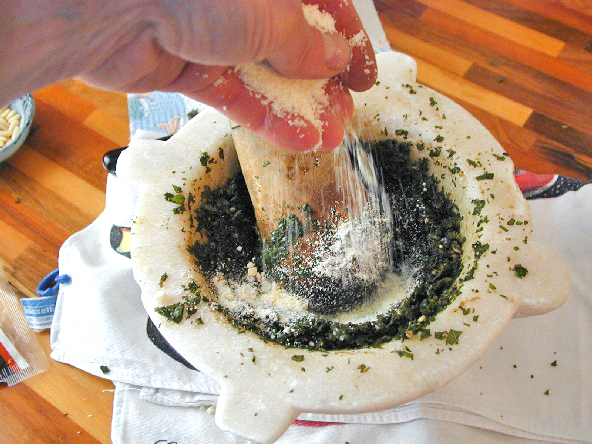
Ajout du parmesan.
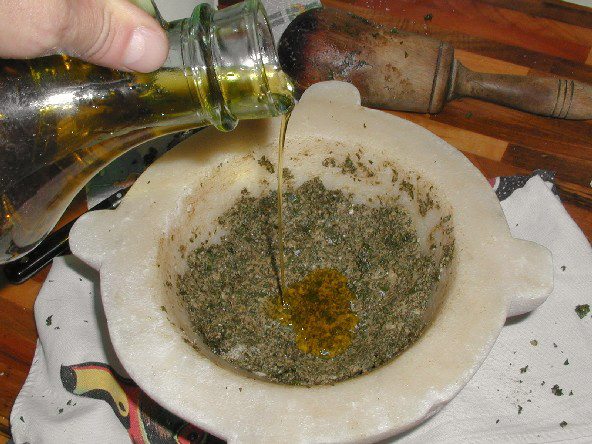
Ajout de l'huile d'olive.
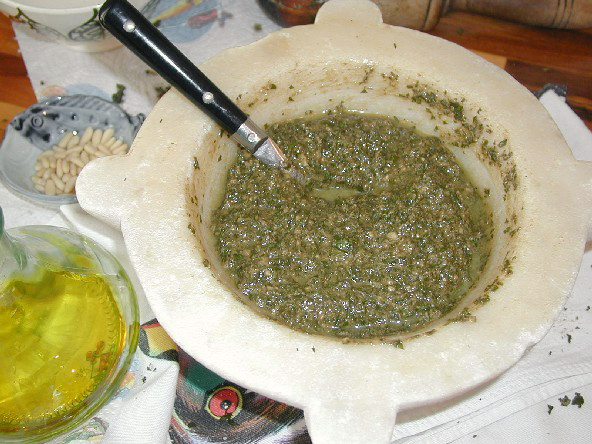
Pesto fini.

## Variantes

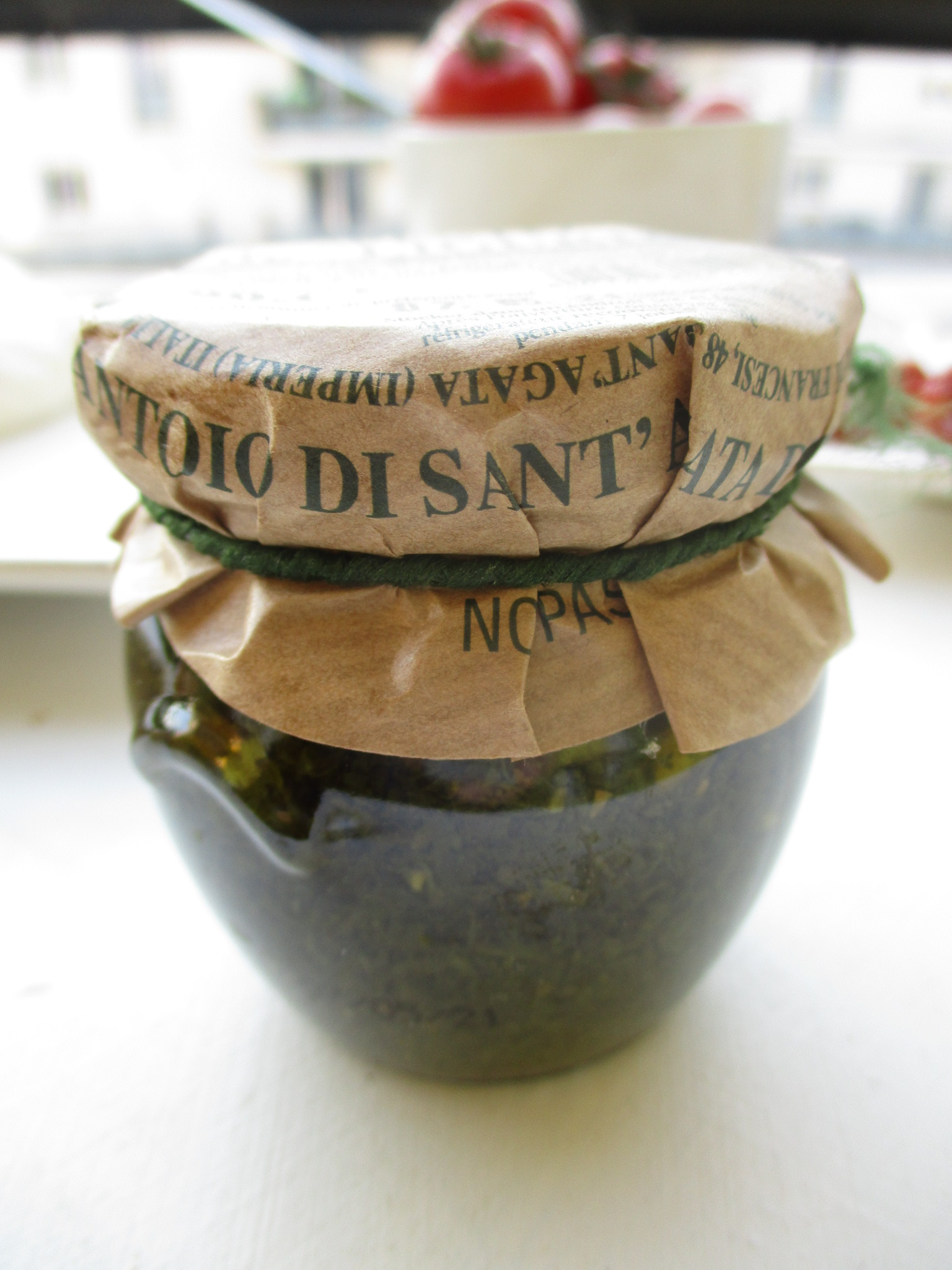

La recette est sujette à des variations selon les traditions locales et les goûts personnels. La proportion entre les deux fromages peut être très variée : elle peut aller de moitié à moitié, jusqu'à l'utilisation du seul Parmigiano Reggiano ; l'idéal est d'environ un tiers de Fiore Sardo et deux tiers de Parmigiano. La quantité d'ail peut être réduite pour ceux qui jugent son goût trop fort — ou les gousses peuvent être privées du noyau — mais l'utilisation de l'ail de Vessalico garantit à la fois délicatesse et digestibilité.
En l'absence de basilic de Pra' ou en cas d'utilisation d'un basilic mentholé, il est possible de blanchir légèrement des feuilles de basilic dans de l'eau bouillante pour adoucir le goût. Ce système est également utile en cas de conservation du basilic pendant de longues périodes.
Surtout dans l'arrière-pays, pour des raisons de disponibilité, il était d'usage, contrairement au cahier des charges, d'utiliser des noix à la place des pignons de pin, judicieusement sélectionnés et dépourvus de la peau qui a un goût amer. Certaines variantes mélangent des pignons de pin et des noix dans des pourcentages variables.
Dans la province de Catane, à la place du basilic et des pignons, on utilise du Pistacchio Verde di Bronte et de la roquette. À Trapani, dans le pesto alla trapanese, les pignons sont remplacés par des amandes et on y ajoute des tomates pilées.

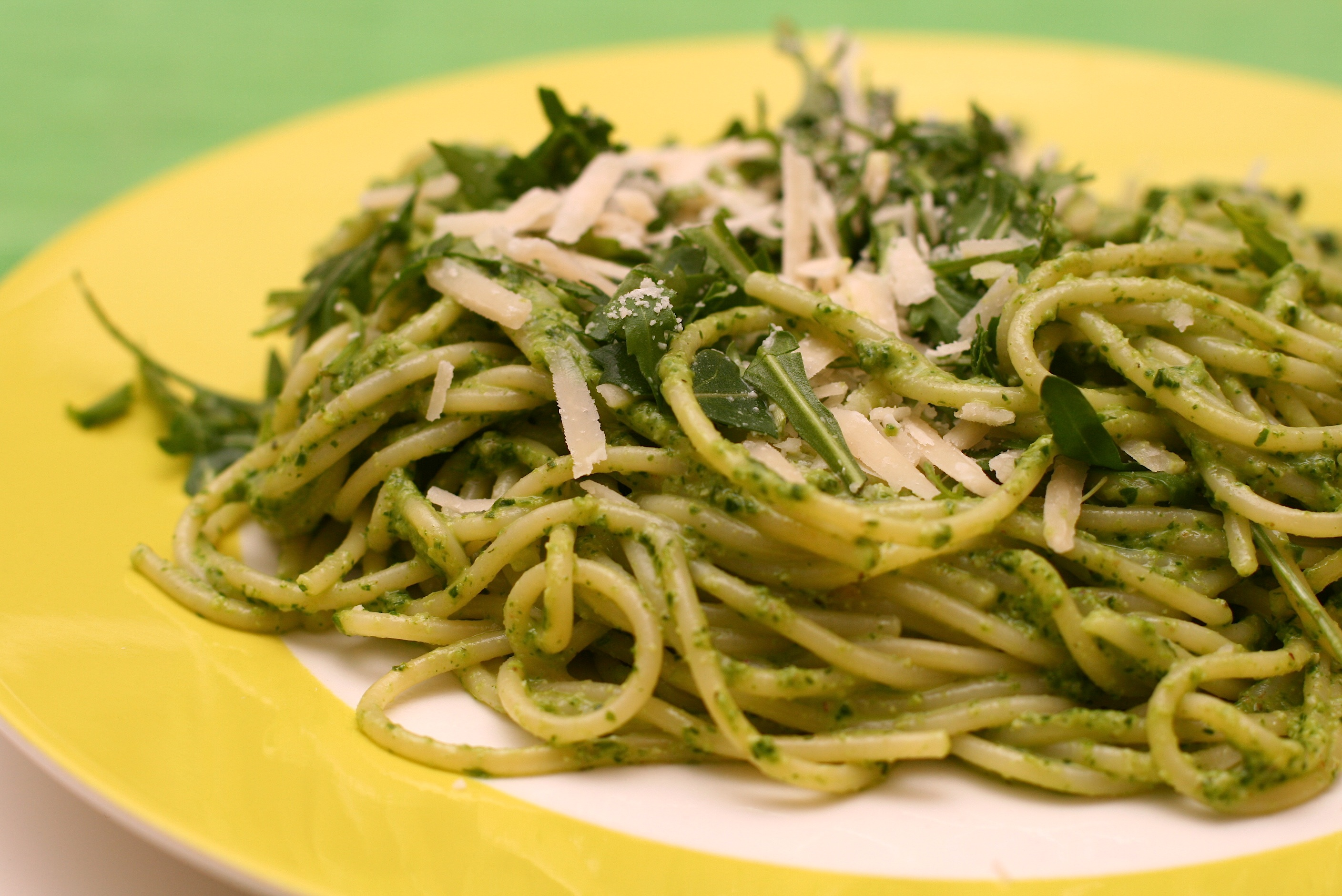

En France, le pistou (de l'occitan "pistar", broyer) est un cousin provençal du pesto, généralement préparé sans fromage. Les pignons sont facultatifs, des amandes ou de la chapelure peuvent être utilisées pour épaissir la sauce. Il constitue l'ingrédient essentiel de la soupe au pistou.
Il existe de nombreuses autres variétés de pesto : pesto rosso (à la tomate fraîche ou séchée), appelé aussi portofino), pesto d'hiver (où le basilic est remplacé par des épinards). Il existe aussi du pesto avec d'autres plantes moins habituelles, comme la roquette, le fenouil, ou la menthe[réf. nécessaire], ce dernier mélange se mariant bien, par exemple, à un yaourt sur des rondelles de concombre au citron.
Il y a également des pestos sans fromage. La motivation derrière peut notamment être l'allergie au lactose ou le véganisme. Le remplacement peut se faire avec de la noix de cajou,,.

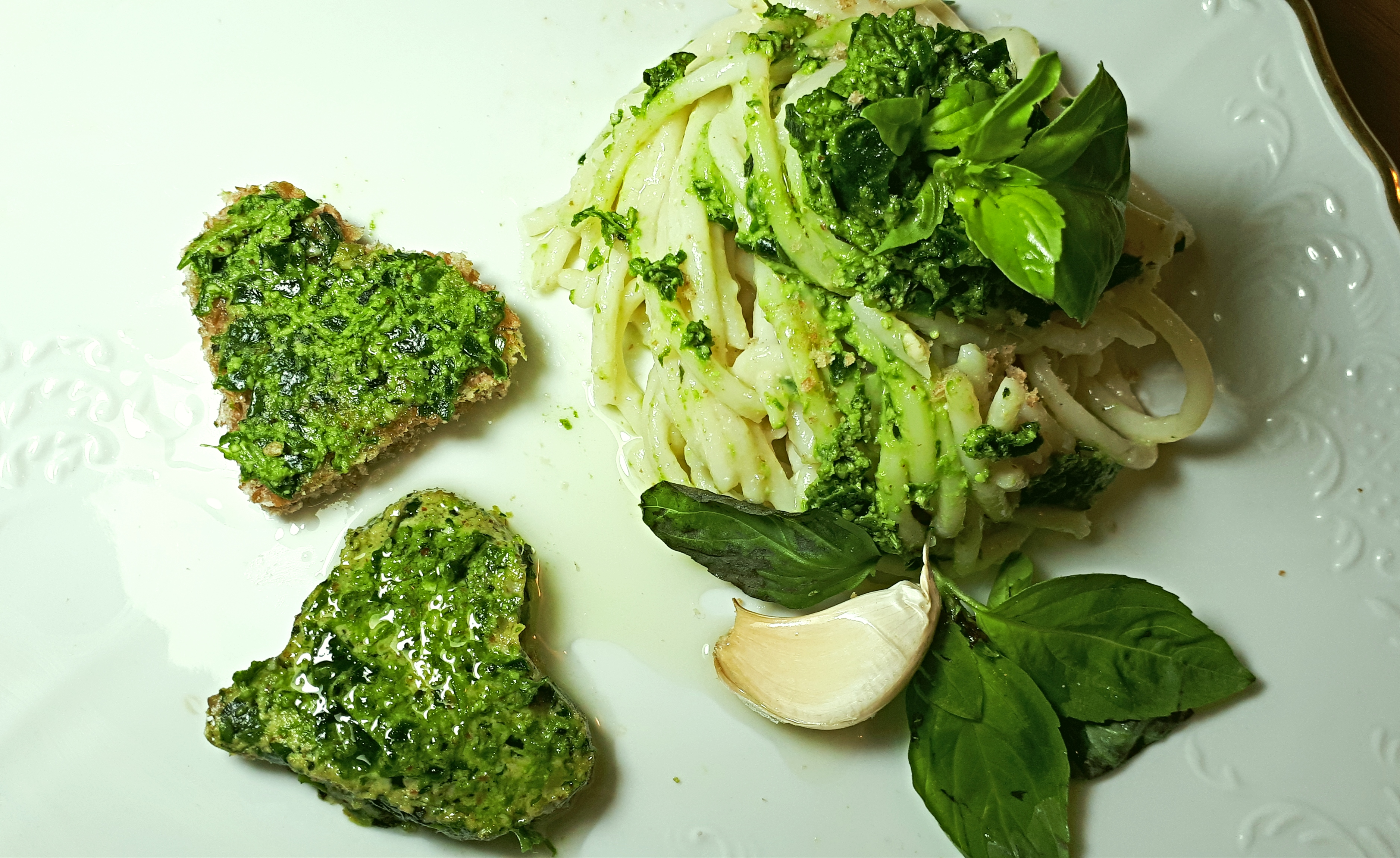

Dans une ancienne version enrichie et encore répandue, des pommes de terre bouillies et des haricots verts sont ajoutés aux pâtes, avec le pesto.
Dans l'arrière-pays, en particulier vers Gênes et Savone, comme il était difficile naguère de trouver de l'huile, il était d'usage d'ajouter du beurre à sa place car les produits laitiers, en revanche, étaient facilement disponibles.
Un cuisinier de 1893, à défaut de basilic, recommande d'utiliser la marjolaine (persa) et le persil (porsemmo).

## Distinctions

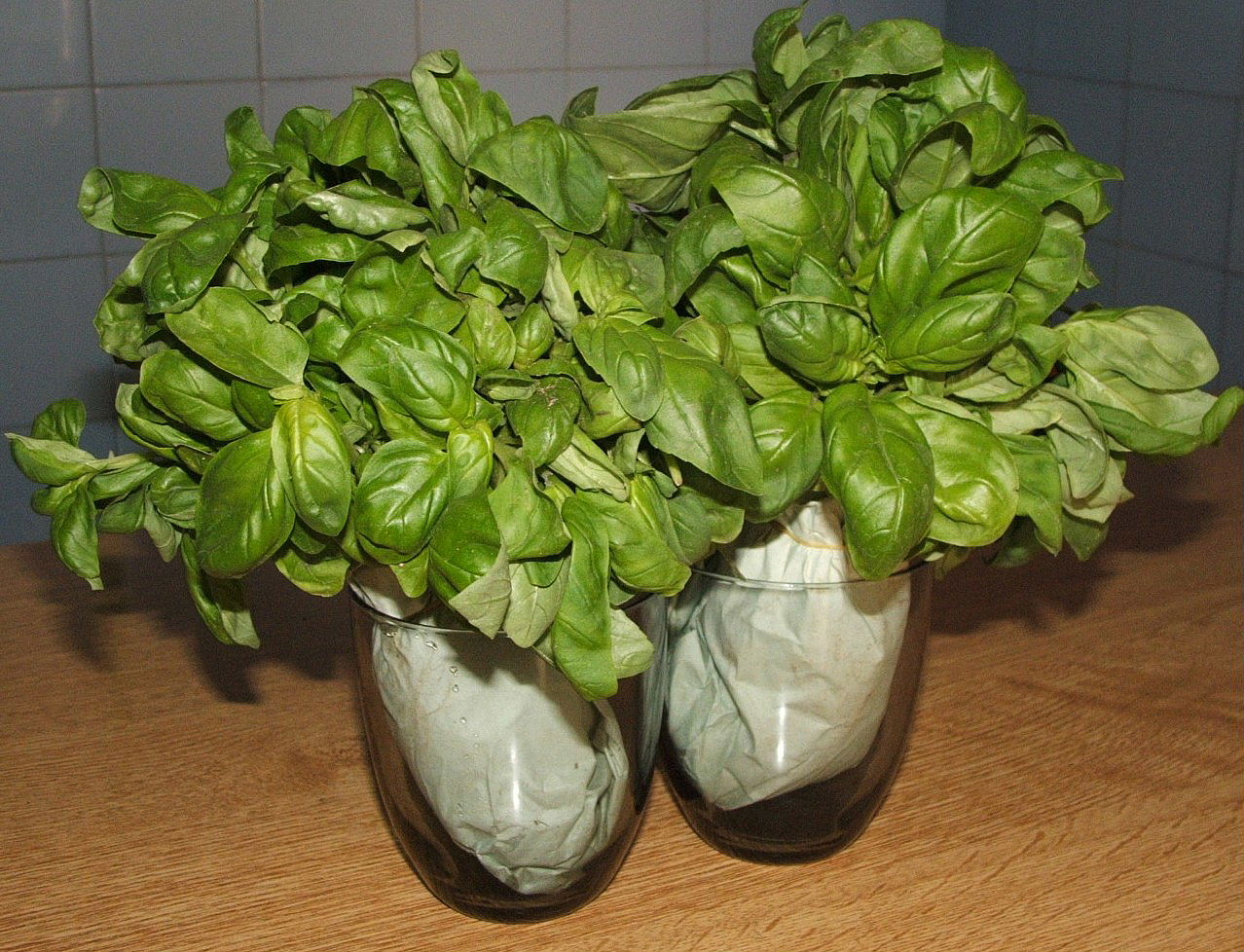
Basilico Genovese di Pra.

Le pesto alla Genovese fait partie des produits agro-alimentaires traditionnels de la Ligurie (PAT) reconnus par le ministère des Politiques agricoles, alimentaires et forestières.
La dénomination pesto alla Genovese fait l'objet d'un cahier des charges élaboré par le Consorzio del Pesto Genovese.
Souvent, dans les grands points de distribution (en particulier en dehors de la Ligurie), on trouve du pesto dans lequel l'huile d'olive extra vierge est remplacée par d'autres huiles de graines, ou la sauce aux noix est utilisée à la place des pignons ou des noix de cajou d'origine, de l'acide citrique, du persil pour donner une couleur verte et des haricots verts pour augmenter la masse, ou d'autres ingrédients qui diluent ou altèrent la saveur. Ces produits, bien que répandus et agréables au palais, diffèrent également considérablement du goût et des propriétés organoleptiques de l'authentique pesto génois.
Les marques présentes dans la grande distribution vendent également la version « sans ail » qui ne correspond pas à l'authentique tradition génoise du pesto.
Depuis 2007, le championnat du monde de pesto au mortier où se défient 100 concurrents, se tient à Gênes au Palazzo Ducale, tous les deux ans, organisé par l'association Palatifini, présidée par Roberto Panizza, le « roi » du pesto.